# قلاع الأرض الحبشي
القلاع الأرض الحبشي ( Geokichla piaggiae ) هو نوع من الطيور من فصيلة السمنة التي تعيش في شمال شرق أفريقيا،  يعيش القلاع الأرضي الحبشي في شمال شرق إفريقيا، على علو مرتفع في الغابات الجبلية.

## وصف
يعتبر القلاع الأرضي الحبشي نوعًا جذابًا ولكنه غامض إلى حد ما، البالغون لونهم برتقالي أحمر داكن على الرأس والوجه مع حلقة عين بيضاء مميزة، والأجزاء العلوية بنية زيتية، ويوجد على الجناح شريطين بارزين من اللون البيضاء من الأطراف إلى الأغلفة.
يبلغ طولها من 19 إلى 20 سم ووزنها من 43 إلى 65 جرامًا.

## التوزيع
توجد فقط في الغابات الجبلية بشمال شرق إفريقيا، موزعة على جبال إثيوبيا و المناطق التي تحيط بمنطقة البحيرات الكبرى في إفريقيا.

## الموطن
يعيش قلاع الأرضي الحبشي في شجيرات الغابات الجبلية دائمة الخضرة في مناطق هطول الأمطار الغزيرة التي تكون فيها مدل الهطول بين 1800 متر و 3300 متر، على الرغم من وجودها في بعض الأحيان في مناطق معدل الهطول فيها أقل من 1800م، على سبيل المثال في جبال كينيا، أو في مزارع الصنوبر الغريبة في إثيوبيا.

## عادات
قلاع الأرضي الحبشي هو طائر خجول منعزل يتغذى من الأرض حيث يقفز أو يركض أو يمشي تحت الأشجار أو النباتات الكثيفة، غالبًا ما توجد بالقرب من المناطق المغطاة بالطحالب، ويذهب بسرعة للاختباء في غطاء من أوراق الأشجار إذا كان هناك خطر. غذائه بشكل رئيسي ديدان الأرض، الديدان، القواقع و الحشرات. ويتغذى على الفاكهة مثل التين والتوت وبعض البذور.
يتكاثر القلاع الأرضي الحبشي خلال موسم الأمطار. عشه عبارة عن مجموعة من الطحالب أو أي مادة نباتية أخرى مبطنة بألياف نباتية، وعادة ما يقع على ارتفاع أقل من 5 أمتار فوق سطح الأرض، ويتم وضع بيضتين، ويتم إطعام الصغار من قبل كلا الوالدين وبعد الولادة يظلون مع والديهم لمدة تصل إلى ثلاثة أشهر.

## المراجع

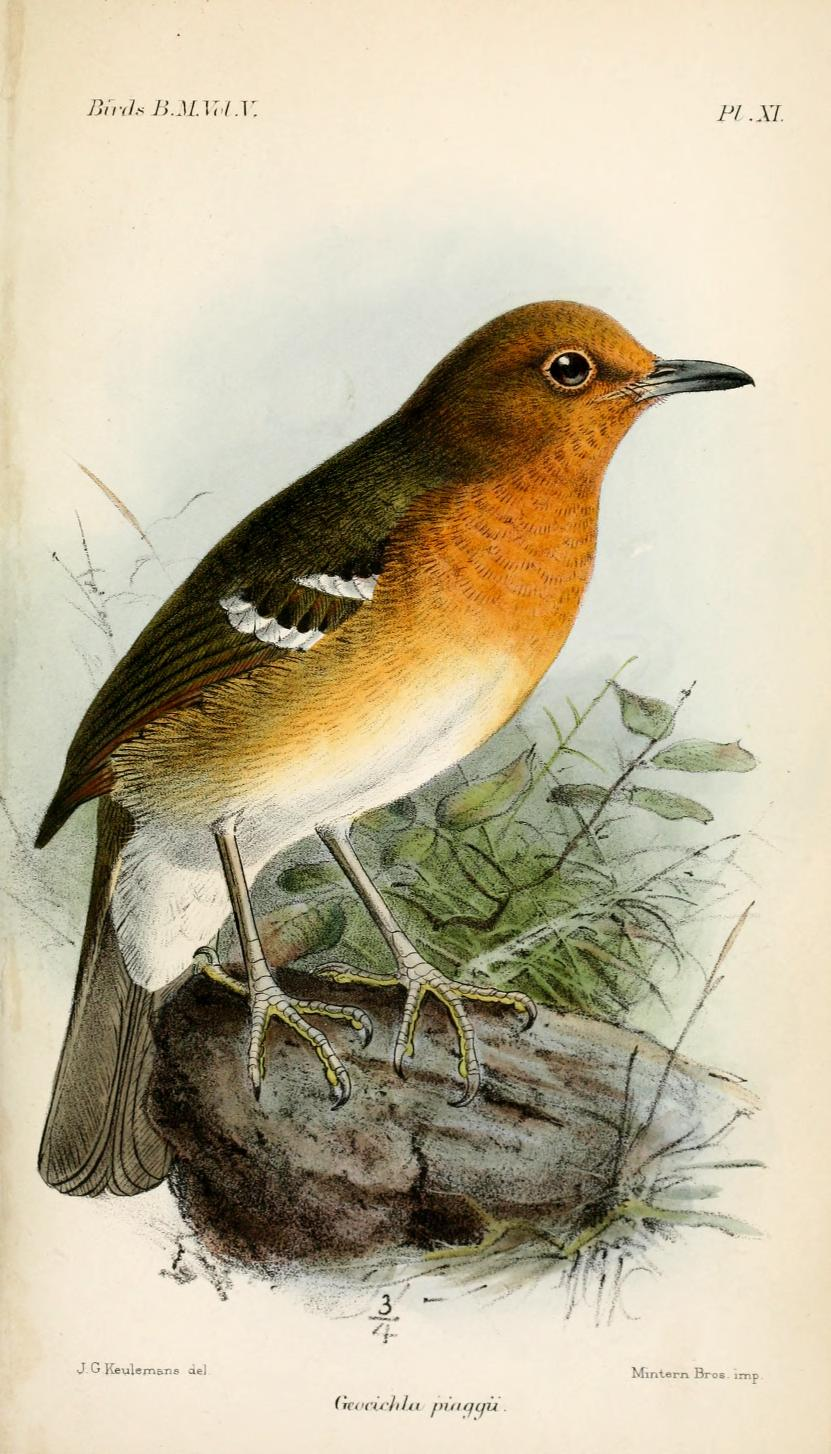
رسم توضيحي للقلاع